# 0.
「0.」(れいてん)は、amazarashiが2009年12月9日に青森県でシリアル番号入り限定500枚で発売したミニアルバムである。2010年2月10日にはボーナストラック1曲を追加した全国盤「0.6」が発売された。

## 楽曲について
- 光、再考
初めてミュージックビデオが作成された。監督はYKBX[3]。ミュージックビデオの最後には「光、再考 DJ KRUSH remix 」の音源が数秒使われている。ベストアルバム『メッセージボトル』収録。
- つじつま合わせに生まれた僕等
ベストアルバム『メッセージボトル』にはアルバムと同じ音源と、ボーナストラックとして新録した「つじつま合わせに生まれた僕等（2017）」の2曲が収録されている。ミュージックビデオも新たに作成された。監督は本山敬一と箱守惠輔。
- よだかの星
宮沢賢治の同名の短編小説の朗読。
- 少年少女
シングル「境界線」にカップリング曲として再録された[4]

## 収録曲
| 全作詞・作曲: 秋田ひろむ。 |                                  |            |            |      |
| #                          | タイトル                         | 作詞       | 作曲・編曲 | 時間 |
| 1.                         | 「光、再考」                     | 秋田ひろむ | 秋田ひろむ | 5:38 |
| 2.                         | 「つじつま合わせに生まれた僕等」 | 秋田ひろむ | 秋田ひろむ | 5:39 |
| 3.                         | 「ムカデ」                       | 秋田ひろむ | 秋田ひろむ | 4:34 |
| 4.                         | 「よだかの星」                   | 秋田ひろむ | 秋田ひろむ | 1:52 |
| 5.                         | 「少年少女」                     | 秋田ひろむ | 秋田ひろむ | 5:45 |
| 6.                         | 「初雪」                         | 秋田ひろむ | 秋田ひろむ | 5:17 |

| #  | タイトル                     | 作詞 | 作曲・編曲 | 時間 |
| -- | ---------------------------- | ---- | ---------- | ---- |
| 7. | 「光、再考」(DJ KRUSH remix) |      |            | 5:17 |

## 演奏
- 出羽良彰：All Songs Arrangement, Guitar & All Other Instruments
- 河村吉宏：Drums (#1)
- 鈴木大輔：Bass (#1)
- 井手上誠：Guitar (#1)